# شمس‌المائدین
شمس‌المائدین داور سابق فوتبال اهل کشور سنگاپور و مدرس کنونی فیفاست. او در جام ملت‌های ۱۹۹۶، ۲۰۰۰ و ۲۰۰۴ سوت زد و در جام جهانی ۲۰۰۶ نیز ۳ بازی را قضاوت کرد و در یک مسابقه نیز داور چهارم بود. او در سال ۲۰۰۵ عنوان بهترین داور آسیا را هم از آن خود کرد. مائدین در رقابت‌های جام ملت‌های آفریقا نیز سوت زده و در حال حاضر یکی از مدرسین رسمی فیفا در داوری است